# Tắc kè Bonkowski
Tắc kè Bonkowski (danh pháp khoa học: Gekko bonkowskii) là một loài tắc kè được phát hiện tại tỉnh Khammouane, miền trung Lào, được công bố trên tạp chí khoa học Zootaxa tháng 7 năm 2015. Loài này được đặt tên theo giáo sư Michael Bonkowski, một nhà nghiên cứu bò sát tại Viện Động vật học, Đại học Köln, Đức. Tên tiếng Lào của nó là kap ke Bonkowski.

## Phân bố
Tỉnh Khammouane, Lào.